# Chiesa di Santa Marta (Venezia)
La chiesa di Santa Marta è un edificio sacro di Venezia, situato nel sestiere di Dorsoduro, presso un parcheggio dell'area portuale, unico luogo della città accessibile alle automobili oltre a piazzale Roma.
Oggi la chiesa è sconsacrata.

## Storia
La chiesa di Santa Marta fu eretta nel XIV secolo su quella che era la spiaggia più occidentale della città lagunare, in stretto legame con la parrocchia di San Nicolò dei Mendicoli.
Stando alle fonti, la fondazione della chiesa e dell'annesso monastero femminile si deve alla pietà e alla generosità della nobile famiglia patrizia dei Salamon, il cui membro più anziano aveva il privilegio d'insediare la madre badessa dopo l'elezione: essa, nel giorno dedicato alla santa titolare, donava alla suddetta famiglia una rosa di seta, come tributo simbolico per il giuspatronato dei Salamon sul monastero.
Nella modernità subì la sconsacrazione e un lungo degrado. Nel Novecento, dell'originario assetto dell'area nulla è rimasto, causa l'organizzazione delle strutture del nuovo porto e la successiva realizzazione del terminal automobilistico di piazzale Roma e della stazione marittima. La chiesa, deperita (per uso magazzino ecc.) e inglobata tra moderne strutture e parcheggi, è sopravvissuta alla radicalità dei cambiamenti, beneficiando negli anni 2000 di un totale restauro con riconversione, che ne ha fatto un luogo di convegni ed esposizioni.

## Descrizione
La facciata a capanna è aperta solo dal piccolo portale rettangolare e si mostra disadorna, con la superficie in laterizio.

Il lato destro, rivolto verso un parcheggio, è luogo di un secondo portale in cornice lapidea e di una monofora a sesto acuto. Dietro, centralmente, vi sono due monofore ogivali di buone dimensioni.
Internamente, il centro della grande unica navata (spogliato di ogni segno della sacralità dell'antico tempio) è stato riempito da una struttura lignea che ospita posti a sedere, adeguando la sede a centro utilizzabile per tenere conferenze ed eventi culturali.
Il soffitto è a capriate lignee.